# 馬梅薩 (亞利桑那州)
馬梅薩（英語：Horse Mesa）是位於美國亞利桑那州阿帕契縣的一個非建制地區。該地的面積和人口皆未知。

## 地理
馬梅薩的座標為36°42′18″N 109°02′47″W / 36.70500°N 109.04639°W，而該地的平均海拔高度為1723米（即5653英尺）。